# Ferpècle
 Ferpècle  auf einer Höhe von um 1700 bis ca. 1800 m ü. M. ist eine der Gemeinde Evolène zugehörige Streusiedlung im oberen Val d’Hérens im französischsprachigen Teil des Schweizer Kantons Wallis.

## Geographie
Sie erstreckt sich auf ca. 5 km entlang der Borgne de Ferpècle, des südöstlichen Quellbachs der Borgne und umfasst die Weiler Seppec, Pra Floric, Renoillin, Salay sowie als letztes Gebäude im Bereich der Baumgrenze ein einzelnes Café-Restaurant. Fünf Gehminuten zuvor endet die schmale Zufahrtsstrasse am Hang hoch über dem Wildbach.

## Die Siedlung

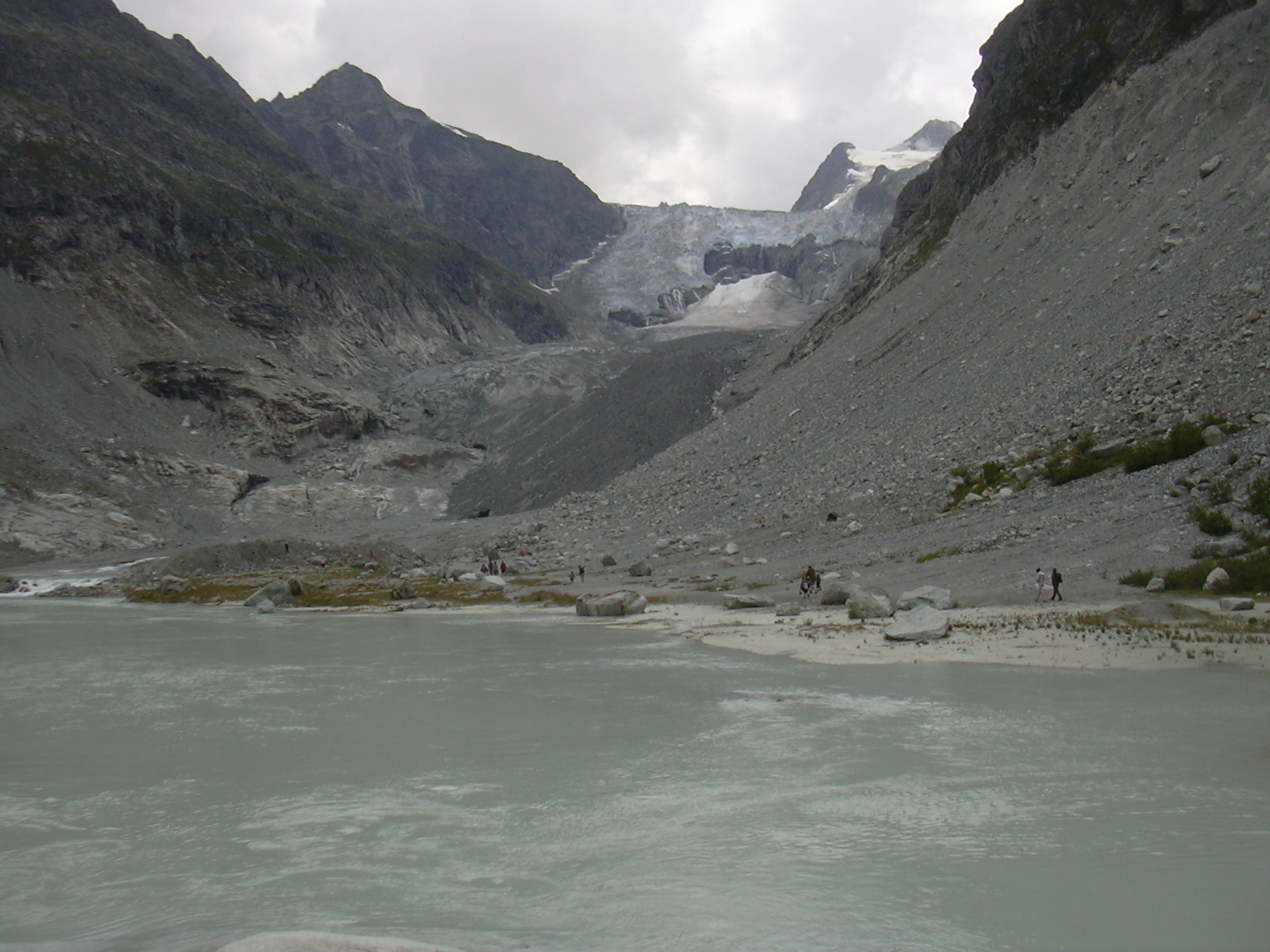
Quellgebiet der Borgne de Ferpècle am Mont-Miné-Gletscher; Tête Blanche

Die traditionelle Lebensgrundlage im oberen Val d’Hérens ist die Alpwirtschaft. Die charakteristischen Holz-Chalets und ausgedehnte Weiden für das Vieh prägen auch zu Beginn des 21. Jahrhunderts noch das Ortsbild der Streusiedlung. Ferpècle ist Ausgangsbasis für diverse Gletscher- und Hüttenwanderungen sowie alpine Besteigungen.
Noch im 19. Jahrhundert reichte eine gemeinsame Gletscherzunge von Ferpècle-Gletscher und Mont-Miné-Gletscher bis fast in die Siedlung auf der Höhe von Salay (1766 m). Seither ist der Gletscher auf dem Rückzug und in zwei Gletscherzungen unterteilt, die beide Quellen der Borgne de Ferpècle konstituieren. Vom Café-Restaurant ist die untere Gletscherzunge am Mont-Miné-Gletscher (ca. 2000 m) nach einem ungefähr 30-minütigen Spaziergang entlang des Bachbetts über Felsgeröll erreicht; im Quellgebiet ist der Bach zu einem flachen See verbreitert. Der obere Ferpècle-Gletscher ist erst nach einem zweistündigen Aufstieg auf die Bricola-Alpe (ca. 2400 m) sichtbar.
Noch bis zur Mitte des 20. Jahrhunderts traten durch unter dem Gletschereis aufgestaute Seen, die sich bei Eisbrüchen plötzlich entleerten, immer wieder Überschwemmungen im Tal der Borgne de Ferpècle ein. Seit 1964 gibt es 1 km nördlich der Quelle aus dem Mont-Miné-Gletscher einen regulierenden kleinen Stausee mit 28 m hoher Sperrmauer und 100'000 Kubikmeter Fassungsvermögen.
Die Borgne bei Ferpècle ist in das 420 km² Fläche umfassende Einzugsgebiet des weltweit zweithöchsten Staubauwerks, der Grande Dixence, eingebunden, gespeist aus 50 Gletschern mit über 100 km Stollenlänge. Der Zuleitungsstollen von Ferpècle in die Hauptleitung beträgt 212 m.

## Alpine Hüttenrouten und Klettertouren
- Bivouac au Col de la Dent Blanche (3531 m) zwischen Dent Blanche (4357 m) und Grand Cornier (3962 m); Ostgrenze zum deutschsprachigen Wallis im Bereich des Matterhorns;
- Am Ferpèclegletscher Cabane de la Dent Blanche (3507 m) nördlich von Wandfluehorn (3589 m) und Tête Blanche (3724 m); Südgrenze nach Italien;
- Am Mont-Miné-Gletscher Cabane de Berthol (3311 m); südwestlich davon der Mont Collon (3637 m) bei Arolla.